# Sphedamnocarpus galphimiifolius
Sphedamnocarpus galphimiifolius är en tvåhjärtbladig växtart som först beskrevs av Antoine Laurent de Jussieu, och fick sitt nu gällande namn av Szyszyl.. Sphedamnocarpus galphimiifolius ingår i släktet Sphedamnocarpus och familjen Malpighiaceae. Inga underarter finns listade i Catalogue of Life.